# Rue Fructidor
La rue Fructidor est une voie de Saint-Ouen-sur-Seine et du 17e arrondissement de Paris, en France.

## Situation et accès
La rue Fructidor est une voie limitrophe de Paris, dont elle forme la limite du nord du 17e arrondissement, et de Saint-Ouen, dont elle forme la limite sud. Elle prolonge la rue Toulouse-Lautrec à l'angle avec la rue Lafontaine, et se termine à l'angle avec la rue Vincent, prolongée ensuite par la rue Arago.

## Origine du nom

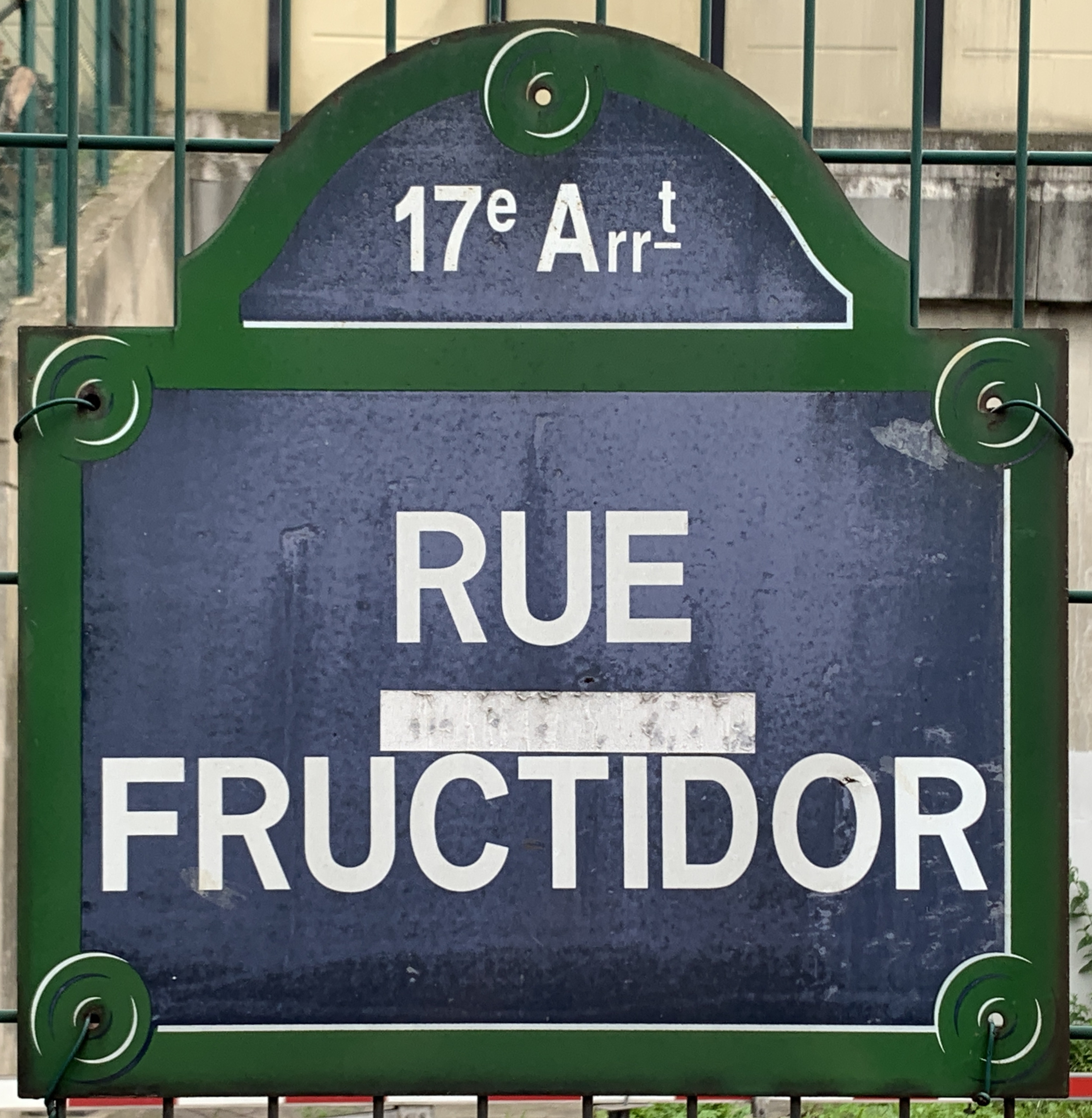
Plaque de la rue.

Elle porte le nom du douzième mois du calendrier républicain.

## Historique
Reprenant en partie l'assiette de l'ancienne rue Fructidor, cette voie est créée en 1969 dans le cadre de l'aménagement du boulevard périphérique sous le nom provisoire de « voie V/17 » et prend sa dénomination actuelle par arrêté du 21 octobre 1974.

## Bâtiments remarquables et lieux de mémoire
- No 1 : Samsung Electronics France